# Richard Harlan
Pour les articles homonymes, voir Harlan.
Richard Harlan est un médecin, un zoologiste et un paléontologue américain, né le 19 septembre 1796 à Philadelphie et mort le 30 septembre 1843 à La Nouvelle-Orléans.

## Biographie
Il rejoint durant ses études de médecine l'Academy of Natural Sciences, la première société savante d'histoire naturelle des États-Unis d'Amérique. Après avoir obtenu son titre de docteur en 1818, il sert comme médecin de bord et voyage en Inde durant une année.
Il rentre en 1819 aux États-Unis et obtient un poste de démonstrateur à l'école d'anatomie privée Parrish de Philadelphie. De 1820 à 1822, il est médecine au dispensaire de la ville et de 1822 à 1838 à l'hôpital Alms House. Durant sa carrière, il doit affronter l'épidémie de choléra de 1832.
Il organise des expéditions afin de trouver des fossiles. Il est souvent accompagné par d'autres naturalistes comme Thomas Say (1787-1834), Gerard Troost (1776-1850), Stephen Harriman Long (1784-1864), Constantine Samuel Rafinesque (1783-1840) et particulièrement John James Audubon qui l'encourage vivement dans ses recherches. Comme Georges Cuvier (1769-1832), il croit à l'immuabilité des espèces.
Harlan est l'auteur d'importants travaux sur la faune américaine. Dans Fauna Americana (1825) il décrit les mammifères américains. Genera of North American Reptilia, and a Synopsis of the Species (deux volumes, 1826-1827) est le premier catalogue de la faune herpétologique de l'Amérique du Nord (il reparaît en 1827 sous le titre d’American Herpetology).
Il contribue grandement à l'indépendance de la recherche zoologique américaine par rapport à l'Europe.